# شهرستان کلیکیتات (واشینگتن)
شهرستان کلیکتات، واشینگتن (به انگلیسی: Klickitat County, Washington) یک شهرستان در ایالات متحده آمریکا است که در ایالت واشینگتن واقع شده‌است.

## خصوصیات
شهرستان کلیکتات ۴٬۹۳۱٫۳۶ کیلومترمربع مساحت دارد.